# Municipalità locale di Ntambanana
La municipalità locale di Ntambanana (in inglese Ntambanana Local Municipality) è stata una municipalità locale del Sudafrica appartenente alla municipalità distrettuale di King Cetshwayo, nella provincia di KwaZulu-Natal. In base al censimento del 2001 la sua popolazione era di 84.775 abitanti.
Nel 2016 è stata soppressa e suddivisa tra le municipalità locali di Mthonjaneni, uMhlathuze e Umlalazi.
Il suo territorio si estendeva su una superficie di 1.082 km² ed era suddiviso in 8 circoscrizioni elettorali (wards). Il suo codice di distretto era KZN283.

## Geografia fisica

### Confini
La municipalità locale di Ntambanana confinava a nord con quella di Ulundi (Zululand) e con il District Management Areas KZDMA27, a est con quelle di Mbonambi e uMhlathuze, a sud con quella di Umlalazi e a ovest con quella di Mthonjaneni.

### Città e comuni
- Biyela
- Bhukhanana
- Cebekhulu
- Mambuka
- Mhlana
- Umunywana
- Somopho

### Fiumi
- Mefule
- Mhlatuze
- Munywana
- Nhlungwane
- Nseleni
- Okula